# Thuyết mạt thế

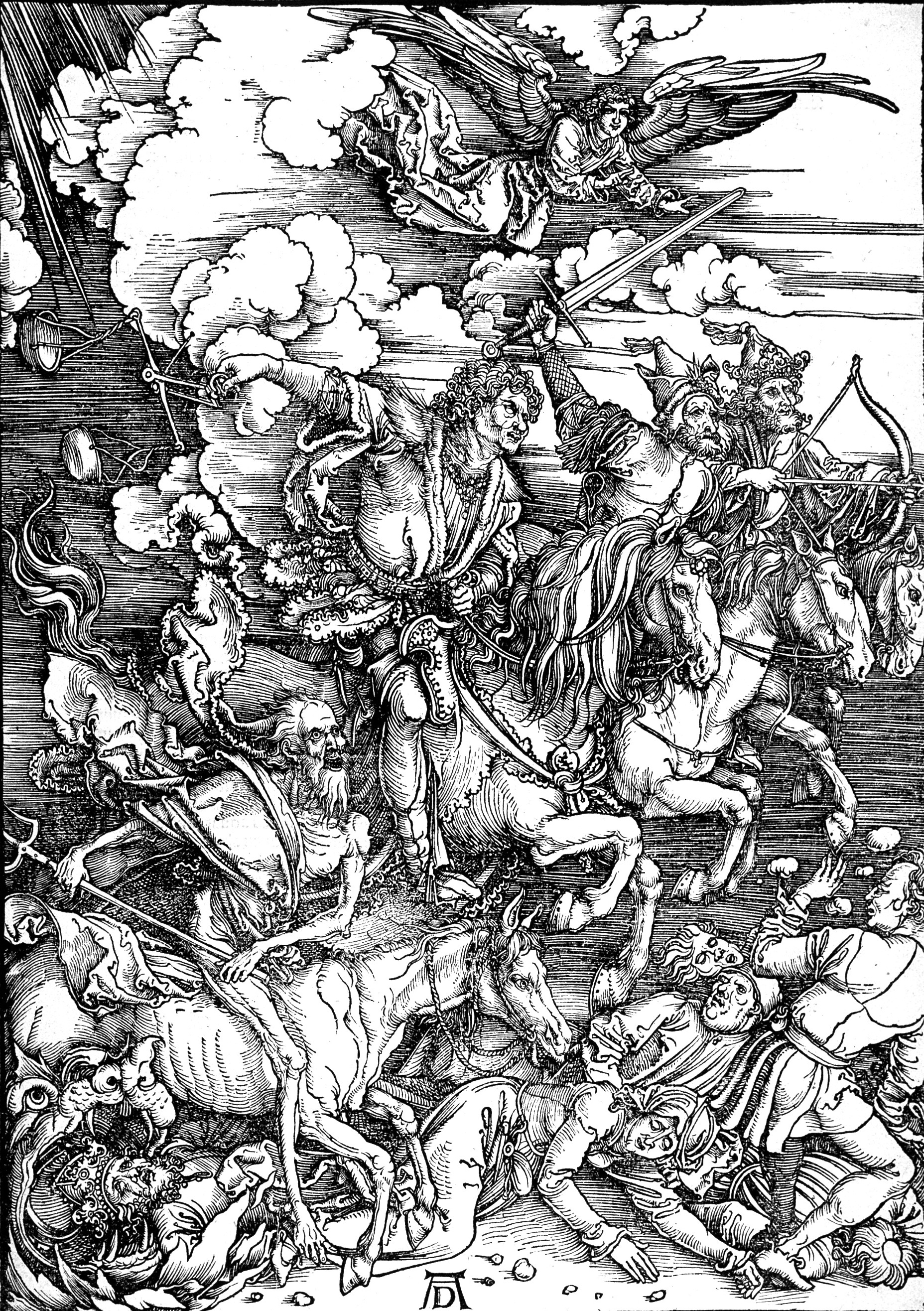
Tứ kỵ sĩ Khải Huyền, tranh của Albrecht Dürer.

Thuyết tận thế hay Thuyết mạt thế hay còn gọi là Thế mạt luận hoặc Chung thời học (tiếng Anh: eschatology lần đầu tiên được sử dụng vào khoảng năm 1550; là một từ bắt nguồn từ tiếng Hy Lạp, ἔσχατος/ἐσχάτη/ἔσχατον, eschatos/eschatē/eschaton có nghĩa là "cuối cùng" và logy có nghĩa là "nghiên cứu") là một phần của thần học, triết học và tương lai học, là ngành quan tâm đến những gì được cho là những sự kiện cuối cùng trong lịch sử, hoặc là số phận cuối cùng của nhân loại, thường được gọi tắt là tận thế hay sự sống đời sau. Oxford English Dictionary định nghĩa nó như là "có liên quan" với bốn điều cuối cùng: cái chết, phán xét, thiên đàng, và địa ngục’". Trong Huyền học, cụm từ này đề cập một cách ẩn dụ đến sự kết thúc của thực tại thường tồn và sự hợp nhất với Thần thánh. Trong nhiều tôn giáo, thuyết mạt thế được thuyết giảng như là một sự kiện sẽ xảy đến trong tương lai đã được tiên đoán với những đoạn trích trong kinh điển linh thiêng hoặc trong văn hóa dân gian. Nói rộng hơn, thế mạt luận có thể bao gồm cả những khái niệm liên quan như Đấng Cứu thế (Messiah), thời kỳ Messianic, kết thúc thời gian và những ngày cuối cùng.
Lịch sử được chia thành nhiều "thời kỳ", mỗi thời kỳ là một giai đoạn xác định có thể đi đến sự kết thúc và được thay thế bởi một thời kỳ mới với những thực thể khác biệt. Quá trình chuyển đổi từ thời kỳ này sang thời kỳ khác thường là chủ để thảo luận của thế mạt luận. Vì vậy, thay vì nói "sự kết thúc của thế giới" chúng ta có thể thay bằng "sự kết thúc của một thời kỳ" hay thời kỳ cuối cùng, thời kỳ sau rốt và đề cập đến sự kết thúc của cuộc sống như chúng ta đang biết và bắt đầu một thực thể mới. Thật vậy, thuyết tận thế không bàn nhiều về "sự kết thúc thời gian" mà là về sự kết thúc của một giai đoạn xác định, sự kết thúc của sự sống như hiện tại, và bắt đầu một giai đoạn mới. Nó thường là một khủng hoảng dẫn đến sự kết thúc của thực tại và mở ra một hướng mới cho sự sống, suy nghĩ, bản thể. Sự khủng hoảng này có thể mang hình thức là một sự can thiệp của một vị thần trong lịch sử, một cuộc chiến tranh, một sự thay đổi trong môi trường hoặc ý thức đạt được một cấp độ mới. Nếu kết quả đạt được là một thế giới tốt đẹp hơn thì gọi là "địa đàng (Utopia), nếu tồi tệ hơn thì gọi là "phản địa đàng" (dystopia). Điểm khác nhau của các nhà thế mạt luận là mức độ lạc quan hay bi quan của họ về tương lai (không tưởng hoặc phản không tưởng, chẳng hạn như "thiên đường và địa ngục").

## Đối với triết học
Các triết gia cũng có niềm tin về thuyết mạt thế, hoặc đôi khi đặt giả thuyết về nó. Thánh Augustine đã nhấn mạnh về phương pháp ẩn dụ của cách hiểu. Ông chịu ảnh hưởng rất nhiều bởi Origen. Một số triết gia cũng đi theo con đường này như Ibn al-Nafis và Hegel với triết lý về lịch sử, Karl Marx, và một vài người khác (như tác giả Albert Camus trong cuốn L'Homme révolté (Người nổi loạn, 1951).

## Đối với Phật giáo
Theo quan điểm của Phật giáo thì thời mạt thế chính là thời kỳ mạt Pháp do chính Đức Phật Thích Ca đã từng cảnh báo cho Chúng sinh vạn vật biết rằng vào thời kỳ 5000 năm mạt pháp sẽ có Đức Phật Di Lạc xuống thế để cứu độ chúng sinh và lập lại chánh pháp.

## Đối với Cao Đài
Theo quan điểm của Cao Đài thì thời mạt thế sẽ có Thượng Đế hạ phàm để giảng dạy trực tiếp cho nhân loại. Theo cơ Ngũ Chi Đại Đạo tức là Ngũ Chi hiệp nhất với Thượng Đế.